# سول دیویس
سول دیویس (انگلیسی: Sol Davis؛ زادهٔ ۴ سپتامبر ۱۹۷۹) بازیکن فوتبال اهل بریتانیا است.
از باشگاه‌هایی که در آن بازی کرده‌است می‌توان به باشگاه فوتبال پیتربورو یونایتد، باشگاه فوتبال سوئیندون تاون، باشگاه فوتبال لوتون تاون، باشگاه فوتبال میلتون کینز دونز، و باشگاه فوتبال کترینگ تاون اشاره کرد.